# Daltonia lamyana
Daltonia lamyana là một loài rêu trong họ Daltoniaceae. Loài này được Mont. mô tả khoa học đầu tiên năm 1836.